# LA to the Moon Tour
LA to the Moon Tour foi a quarta turnê mundial da cantora estadunidense Lana Del Rey, em suporte de seu quinto álbum de estúdio, Lust for Life (2017). Seu início ocorreu em 5 de janeiro de 2018, no Target Center em Minneapolis, Estados Unidos, e terminou em 20 de abril de 2018 no Palacio Vistalegre em Madrid, Espanha.

## Antecedentes
O quinto álbum de estúdio de Del Rey, Lust for Life, foi lançado mundialmente em 21 de julho de 2017. Nos meses antecedentes ao lançamento do álbum, os fãs e a imprensa especularam a possibilidade de Del Rey embarcar numa turnê em suporte do álbum, pois não havia realizado para a divulgação do álbum anterior, Honeymoon. Em entrevista à rádio Beats 1, em 12 de julho de 2017, Zane Lowe perguntou à Lana se havia algum planejamento para uma turnê mundial, mas a cantora não demonstrou certeza. Meses depois, Lana anunciou diversos concertos promocionais pelo Reino Unido e Estados Unidos. Em primazia, a turnê promocional durou de julho a outubro de 2017, consistindo em apresentações nas cidades de Londres, Califórnia, Nova Iorque, bem como nas arenas Echo Arena, The SSE Hydro no Reino Unido.
Em 19 de agosto de 2017, Del Rey confirmou, através do seu perfil do Instagram, que embarcaria em uma turnê mundial em suporte de seu quinto álbum de estúdio, Lust for Life, após a turnê The Endelss Summer Tour, que apoiou o álbum Ultraviolence. Após o anúncio da turnê mundial, Del Rey liberou vários detalhes acerca da turnê, informando aos fãs acerca dos continentes visitados e dos meios de obtenção dos ingressos. As primeiras datas da LA to the Moon Tour foram anunciadas em 27 de setembro de 2017, com uma leg na América do Norte. No mesmo dia, Del Rey anunciou futuras apresentações em festivais da América do Sul.
Os ingressos para os shows da América do Norte foram disponibilizados em 29 de setembro, seguidos da venda geral em 2 de outubro. A leg norte-americana contou com as participações das artistas Jhené Aiko e Kali Uchis. Em 16 de outubro de 2017, foram anunciadas as datas da turnê em território australiano e europeu. Em 16 de janeiro de 2018, foi anunciado que o cantor BØRNS faria parte do ato de abertura da leg australiana da turnê.

## Palco e desenvolvimento
Em outubro de 2017, durante entrevista para a MTV, Del Rey afirmou que estava trabalhando na criação do design da turnê, com o intuito de incorporar vários sentidos, projeções temáticas de praia com belas estruturas que se movimentam para fora do palco, dando um sentimento clássico ao ambiente. O design do palco, inicialmente feito por Jason Ardizzone-West, foi revelado no início da turnê, em 5 de janeiro de 2018. O palco conta com uma gama de acessórios com temática de praia, seguidos, na parte de trás, por um telão com efeitos visuais projetados por Storme Whitby-Grubb. Terence Cawley, do jornal The Boston Globe, descreveu a turnê como um microcosmo da adorada Califórnia de Del Rey, demonstrando formações de rocha, palmeiras e cadeiras de praia. Reed Fischer, do portal GoMN, descreveu um palco como uma representação pura de Los Angeles, fazendo jus ao título da turnê, LA to the Moon Tour, contando com projeções de ondas quebradas, elementos móveis e uma piscina ensolarada no chão da turnê.

## Repertório
O repertório abaixo é constituído do show realizado em 5 de janeiro de 2018 em Minneapolis, não sendo representativo de todos os concertos.
1. "13 Beaches" (com introdução de "Experiment in Terror")
2. "Pretty When You Cry"
3. "Cherry" (contém elementos de "Scarborough Fair")
4. "Born to Die"
5. "Blue Jeans"
6. "White Mustang"
7. "National Anthem" (com introdução de de "Happy Birthday, Mr. President")
8. "When the World Was at War We Kept Dancing"
9. "Lust for Life"
10. "Change" / "Black Beauty" / "Young and Beautiful"
11. "Ride" (com introdução do monólogo usado no vídeo musical da canção)
12. "Video Games"
13. "Love"
14. "Ultraviolence"
15. "Summertime Sadness"
16. "Serial Killer"
17. "Off to the Races"

- Em datas selecionadas, Del Rey inclui no repertório as faixas "Yayo", "Honeymoon, "God Bless America - And All the Beautiful Women in It", "Music to Watch Boys to", "Get Free", " West Coast", "Paradise" e "Cruel World".
- Entre as músicas pedidas pelos fãs, Lana cantou "Million Dollar Man", "Salvatore", "Old Money", "Radio", "Body Electric" e "Terrence Loves You" acompanhada de sua banda e "In My Feelings", "Get Free", "Art Deco" e "Heroin" a capella.
- Esta é a primeira turnê em que Lana executa músicas em versões encurtadas (sem o segundo verso e/ou a ponte). São elas: "God Bless America - And All the Beautiful Women in It", "Million Dollar Man", "Get Free", "Salvatore", "Terrence Loves You", "Old Money" e ocasionalmente "Ride", além de ser a primeira vez em que Lana apresenta suas músicas em forma de Medley, com "Change", "Black Beauty" e "Young & Beautiful".
- No show realizado no estado de Nova York, Lana apresentou "Diet Mountain Dew" em homenagem ao estado.
- Nos shows realizados no estado da Flórida, Lana apresentou "Florida Kilos" em homenagem ao estado, o mesmo aconteceu na Colômbia.

## Datas
| Data                       | Cidade                     | País                       | Local                              | Atos de abertura           | Público                    | Receita                    |                   |
| Etapa 1 – América do Norte | Etapa 1 – América do Norte | Etapa 1 – América do Norte | Etapa 1 – América do Norte         | Etapa 1 – América do Norte | Etapa 1 – América do Norte | Etapa 1 – América do Norte |                   |
| -------------------------- | -------------------------- | -------------------------- | ---------------------------------- | -------------------------- | -------------------------- | -------------------------- | ----------------- |
| 5 de janeiro de 2018       | Minneapolis                | Estados Unidos             | Target Center                      | Jhené Aiko                 | N/A                        | N/A                        |                   |
| 7 de janeiro de 2018       | Denver                     | Estados Unidos             | Pepsi Center                       | Jhené Aiko                 | N/A                        | N/A                        |                   |
| 11 de janeiro de 2018      | Chicago                    | Estados Unidos             | United Center                      | Jhené Aiko                 | N/A                        | N/A                        |                   |
| 13 de janeiro de 2018      | Boston                     | Estados Unidos             | TD Garden                          | Jhené Aiko                 | N/A                        | N/A                        |                   |
| 15 de janeiro de 2018      | Toronto                    | Canadá                     | Air Canada Centre                  | Kali Uchis                 | 12,770 / 12,770            | US$ 1,062,270              |                   |
| 17 de janeiro de 2018      | Detroit                    | Estados Unidos             | Little Caesars Arena               | Kali Uchis                 | N/A                        |                            |                   |
| 19 de janeiro de 2018      | Newark                     | Estados Unidos             | Prudential Center                  | Kali Uchis                 | N/A                        | 10,918 / 13,001            | US$ 865,985       |
| 21 de janeiro de 2018      | Filadélfia                 | Estados Unidos             | Wells Fargo Center                 | Kali Uchis                 | N/A                        | US$ 679,954                |                   |
| 23 de janeiro de 2018      | Columbus                   | Estados Unidos             | Schottenstein Center               | Kali Uchis                 | N/A                        |                            |                   |
| 25 de janeiro de 2018      | Washington, D.C.           | Estados Unidos             | Capital One Arena\| 7,370 / 12,275 | Kali Uchis                 | N/A                        | US$ 604,500                |                   |
| 26 de janeiro de 2018      | State College              | Estados Unidos             | Bryce Jordan Center                | Kali Uchis                 | N/A                        |                            |                   |
| 30 de janeiro de 2018      | Charlotte                  | Estados Unidos             | Spectrum Center                    | Kali Uchis                 | N/A                        |                            |                   |
| 1º de fevereiro de 2018    | Sunrise                    | Estados Unidos             | BB&T Center                        | Kali Uchis                 | N/A                        |                            |                   |
| 2 de fevereiro de 2018     | Orlando                    | Estados Unidos             | Amway Center                       | Kali Uchis                 | N/A                        |                            |                   |
| 5 de fevereiro de 2018     | Atlanta                    | Estados Unidos             | Philips Arena                      | Kali Uchis                 | 7,370 / 12,275             | US$ 604,500                |                   |
| 6 de fevereiro de 2018     | Nashville                  | Estados Unidos             | Bridgestone Arena                  | Kali Uchis                 | 9,929 / 13,365             | US$ 824,168                |                   |
| 8 de fevereiro de 2018     | Dallas                     | Estados Unidos             | American Airlines Center           | Kali Uchis                 | 9,202/11,143               | US$ 868,366                |                   |
| 10 de fevereiro de 2018    | Houston                    | Estados Unidos             | Toyota Center                      | Kali Uchis                 | 9,112 / 10,941             | US$ 807,280                |                   |
| 11 de fevereiro de 2018    | Austin                     | Estados Unidos             | Frank Erwin Center                 | Kali Uchis                 | 9,112 / 10,941             | US$ 807,280                |                   |
| 13 de fevereiro de 2018    | Phoenix                    | Estados Unidos             | Talking Stick Resort Arena         | Kali Uchis                 | 10,479 / 11,236            | US$ 926,668                |                   |
| 15 de fevereiro de 2018    | San Diego                  | Estados Unidos             | Valley View Casino Center          | Kali Uchis                 | 8,880 / 9,210              | US$ 794,687                |                   |
| 16 de fevereiro de 2018    | Las Vegas                  | Estados Unidos             | Mandalay Bay Events Center         | Kali Uchis                 | 12,614 / 13,657            | US$ 1,215,120              |                   |
| 28 de fevereiro de 2018    | Honolulu                   | Estados Unidos             | Waikki Shell                       | —                          |                            |                            |                   |
| Etapa 2 – América do Sul   |                            |                            |                                    |                            |                            |                            |                   |
| 17 de março de 2018        | Buenos Aires               | Argentina                  | Hipódromo de San Isidro            | N/A                        | N/A                        | N/A                        |                   |
| 18 de março de 2018        | Santiago                   | Chile                      | Parque O'Higgins                   | N/A                        | N/A                        | N/A                        |                   |
| 23 de março de 2018        | Bogotá                     | Colômbia                   | Parque Deportivo 222               | N/A                        | N/A                        | N/A                        |                   |
| 25 de março de 2018        | São Paulo                  | Brasil                     | Autódromo de Interlagos            | N/A                        | N/A                        | N/A                        | 100,000 / 100,000 |
| Etapa 3 – Oceania          |                            |                            |                                    |                            |                            |                            |                   |
| 29 de março de 2018        | Brisbane                   | Austrália                  | Riverstage                         | Børns                      | N/A                        | N/A                        |                   |
| 31 de março de 2018        | Melbourne                  | Austrália                  | Sidney Myer Music Bowl             | Børns                      | N/A                        | N/A                        |                   |
| 2 de abril de 2018         | Sydney                     | Austrália                  | Qudos Bank Arena                   | Børns                      | N/A                        | N/A                        |                   |
| Etapa 4 – Europa           |                            |                            |                                    |                            |                            |                            |                   |
| 11 de abril de 2018        | Milão                      | Itália                     | Mediolanum Forum                   | N/A                        | N/A                        | N/A                        |                   |
| 13 de abril de 2018        | Roma                       | Itália                     | PalaLottomatica                    | N/A                        | N/A                        | N/A                        |                   |
| 16 de abril de 2018        | Berlim                     | Alemanha                   | Mercedes-Benz Arena                | N/A                        | N/A                        | N/A                        |                   |
| 17 de abril de 2018        | Antuérpia                  | Bélgica                    | Sportpaleis                        | N/A                        | N/A                        | N/A                        |                   |
| 19 de abril de 2018        | Barcelona                  | Espanha                    | Palau Sant Jordi                   | N/A                        | N/A                        | N/A                        |                   |
| 20 de abril de 2018        | Madrid                     | Espanha                    | Palacio Vistalegre                 | N/A                        | N/A                        | N/A                        |                   |
| Total                      | Total                      | Total                      | Total                              | Total                      | —                          | —                          |                   |

### Apresentações canceladas
| Data                 | Cidade      | País           | Local         | Motivo |
| -------------------- | ----------- | -------------- | ------------- | ------ |
| 9 de janeiro de 2018 | Kansas City | Estados Unidos | Sprint Center | Gripe  |